# 阪急920系電車
阪急920系電車（はんきゅう920けいでんしゃ）は、かつて阪神急行電鉄および京阪神急行電鉄を経て阪急電鉄に在籍した通勤型電車である。神戸線での特急阪神間25分運転の開始に際し、900形をベースとして1934年から1948年にかけて56両が製造された。阪神急行電鉄の単一系列としては最大所帯である。
大阪 - 神戸間を25分で運転するなど、戦前の阪急を代表する車両となった。阪急初の2両固定編成の採用や、連結部への広幅貫通路の設置など、その後数十年に及ぶ阪急の車両設計の基本を確定させた。

## 導入経緯
900形登場直後の1930年4月1日から運転を開始した神戸線の特急は、当初大阪 - 神戸（上筒井）間を30分で結んでいたが、1931年10月には阪神間の所要時間を28分に短縮し、阪神間最速の記録を更新した。また、大正末期以来十数年にわたって紛糾を続けた神戸市内高架乗り入れ問題も、1933年8月2日にようやく阪急の申請通りの高架で可決され決着した。
ただ、阪神間では競合相手の阪神本線および国鉄の東海道・山陽本線の両者とも施設改良を進めており、阪神は1933年6月の神戸市内地下線の開通により初の特急を35分運転で運行開始、東海道・山陽本線は吹田駅 - 須磨駅間の電車運転に向けた電化工事が1932年より進捗していた。
このような状況の下、阪急では神戸線の特急28分運転開始時に51形木造車のうち最後まで残っていた81 - 86と500形（初代）の制御車であった700形を宝塚線に転出させるとともに、初期の大型鋼製車両で主電動機の低出力という問題を抱えていた600形の制御車である800形に対して900形と同じ電装品で電動車化を実施、更なるスピードアップへの基礎を固めていた。引き続いて神戸線に残っていた小型半鋼製車両の500形を宝塚線に転出させて同線の輸送力増強を図るとともに、神戸線に所属している車両の質的改善を図るために900形の増備が計画された。しかし、その段階で車両の軽量化をはじめとした経済性や将来性を検討した結果、900形をそのまま製造するのではなく、改良した新形式を製造することとなり、本形式が登場した。

## 概要
基本的な設計は900形を踏襲するが、制御電動車の920形（Mc）と制御車の950形（Tc）の2両固定編成とした。Tc車には50番台の950形の形式が付与され、その後の「制御車及び付随車の車番は各形式＋50」という付与方法の基となった。

### 車体
車体寸法は車体長約17.6m、車体幅2.74mで、900形に準じた2扉車である。前面は従来車同様中央に貫通扉を配した3枚窓で、運転台側幕板部に行先方向幕、助士台側幕板部に尾灯を配しているのも同じである。
屋根は戦前製造の1次車から5次車までは鋼製で、戦後製造の6次車のみ木製であった。また、制御車にもパンタグラフの設置準備がなされ、パンタグラフ取り付け予定位置周辺に絶縁布が貼られたほか、ランボードが巡らされた。ベンチレーターは1,2次車ではガーランド型を、3次車以降では押込型を採用し、配置も1次車と2次車以降では異なっていることから、ランボードの配置も異なっている。
連結器は、運転台側は従来同様の自動連結器が、固定2両の間は密着連結器が採用された。
Mc-Tcの固定2両の間は広幅貫通路（幅1,080mm）で結ばれ、2両の車内が一体に見えるよう演出された。この様式は阪急の車両では初導入で、戦後まで採用されたほか、他の私鉄にも広まることとなった。なお、当初は上筒井の急カーブの影響で幌が設置できず、広幅貫通路の使用開始は三宮に乗り入れた1936年のことである。
車内は900形の転換クロスシートからロングシートに戻った。これはラッシュ時の詰め込みを考慮したものではなく、閑散時にはロングシートのほうが足を伸ばすことができてゆったりと座っていけるという考え方によるものである。運転台部分は6次車を除いて引戸付の仕切りで完全に独立している。室内灯は900形に続いて円形のグローブを取り付けたものを採用し、内装部材も900形同様軽合金を多用して設計されている。

### 主要機器
電装品は、将来の直流1,500Vへの昇圧を念頭に置いたものとなった。
主電動機は当時最大級の170kW（230馬力）で、芝浦製作所製SE-151を920形に4基搭載する。歯数比は高速運転重視の2.19であった。900形の150kWの強化型で、大阪市営地下鉄の100形用と並ぶ、当時日本最強の230馬力級電車用電動機である。このSE-151の採用は、昇圧後に本系列を含む吊り掛け駆動車群を高性能車と同じダイヤで運行可能とするなど、阪急が長期間に渡って吊り掛け駆動車を本線上で運用する一因となった。
制御器は電空カム軸式の芝浦製作所製RPC-52、あるいはPC-2Bが搭載された。
台車は1次車が汽車会社製ボールドウィン系ビルドアップ・イコライザー台車のL-17（920形）およびL-15（950形）で、2・4・6次車では同じくビルドアップ・イコライザー式の川崎車輌製川-16を、3・5次車では住友金属工業製の鋳鋼製イコライザー台車であるKS-33Lをそれぞれ採用している。このうち、1次車と5次車では編成全体の軽量化に留意して制御車の台車を電動車より小型のものにしている。

### 阪急スタイルの確定
本形式は、900形の製造時に採用された軽量構造の車体や大出力電動機といった基本的なコンセプトを受け継ぎつつ、2両編成を一単位として運用することで電動車にモーターをはじめとした電装品を集中搭載することになった。この結果、編成中の電動車と制御・付随車の比率（MT比）が1:1という経済的な編成が組めるようになったほか、保守点検が容易になり、編成単位での製造単価を下げることにもつながった。また、当時の関西私鉄では運用面での利便性を鑑みて、電動車だけでなく制御車においても両運転台式の車両が多く存在していたが、本形式では運転台の数を削減することで一列車当たりの輸送力を増加させたほか、広幅貫通路の採用で2両を1両と感じさせるようなゆったりとした車内となった。
本形式で確立されたMT比1:1の経済的編成は、一部の例外（全電動車前提の1000形や1010系の初期製造車、地下鉄堺筋線乗り入れ協定でM車を多くした3300系）を除くと一貫して継承され、広幅貫通路も長編成化による防音や車内の風の通り抜けが問題になるまで採用され続けた。900形で確立され、現在の9000・9300系に至る阪急の車両設計のスタイルが、車番の附番ルールも含めてここに確定することとなった。
本形式は「喫茶店」の愛称で知られる阪神851・861・881形や南海の南海1201形に1201形と同じ車体構造で増備された2001形モハ2017・2018号、京阪の流線型として知られる1000・1100形、皇紀二千六百年奉祝参拝客輸送用に登場した大軌1400形や参急2200系の2227以降の車両とともに、1930年代中後期の関西私鉄の車両を代表する車両となった。こうして、先に900形と前後して登場した新京阪P-6形や南海2001形、阪和モヨ100・モタ300形、参急2200系（旧）や京阪600形をはじめ、省線にもモハ43系のほか、急電向けに製造され、流電の愛称で知られるモハ52系と半流43系、緩行向けのモハ51系が相次いで登場したことから、「電車王国・関西」を代表する車両が本形式の製造前後に揃ったことになる。

## 製造
本形式は15年弱の期間に6度にわたって製造され、車体細部に違いが存在する。製造は全車川崎車輌である。
製造時期によってそれぞれグループ内での最初の電動車の車番をもって1次車が920形、2次車が925形、3次車が929形、4次車が934形、5次車が938形、6次車が943形と呼ばれることがある。

### 第1次車（920形）

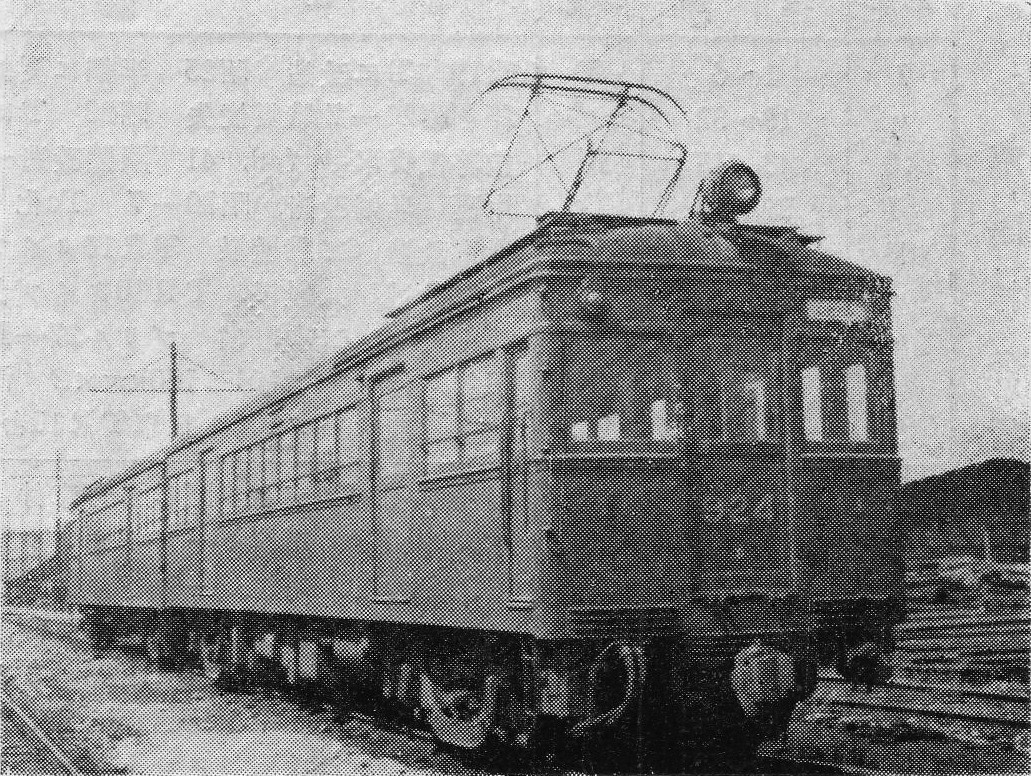
第1次車924（1941年）

920 - 924 (Mc) 、950 - 954 (Tc)
1934年6月製造。台車は汽車会社製のボールドウィン形で、電動車はL-17、制御車はL-15である。電動台車は800形の電装解除車から転用、モーターをSE-151に換装してから装着した。920・921・950・951の4両は軸受にスウェーデンのSKF社製ローラーベアリングを試験装着して竣工した。
また、一部の車両のパンタグラフは800形電装解除車から転用した日立K-2-14400-Aを搭載している。

### 第2次車（925形）

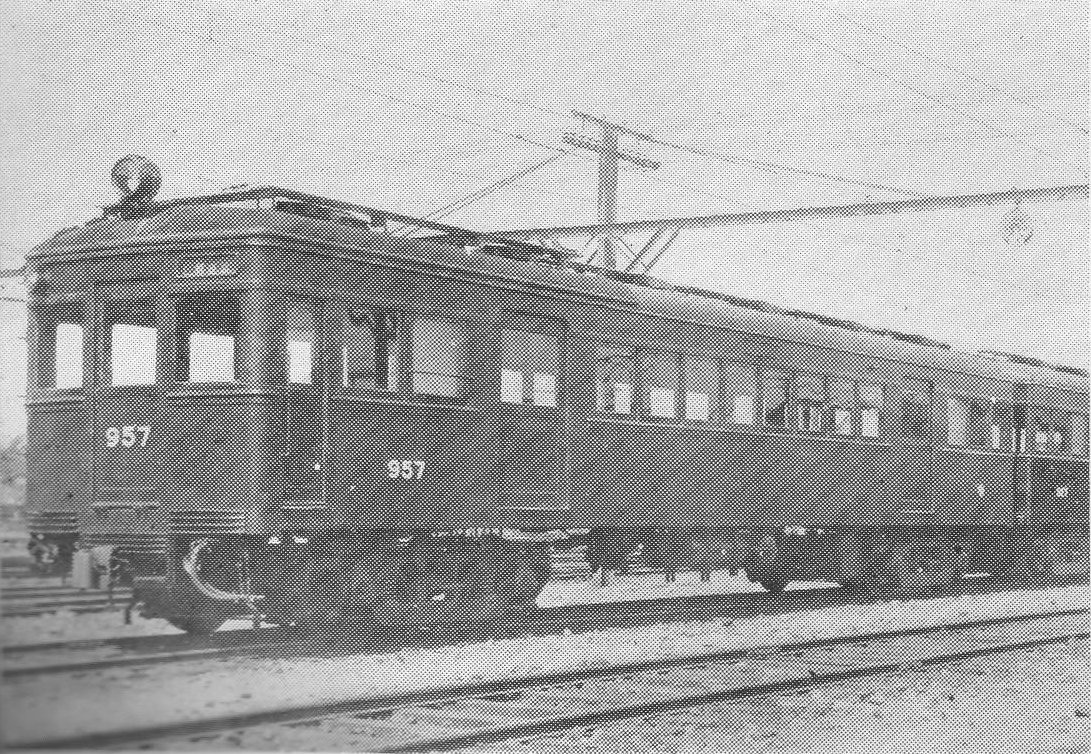
第2次車957（太平洋戦争前）

925 - 928 (Mc) 、955 - 958 (Tc)
神戸市内高架線開通直前の1936年3月製造。ガーランド型ベンチレーターも1次車の中央一列から左右2列に変更された。第1次車に比べて車体角、側窓上部および客用扉上部のカーブが大きくなっている。車内は天井左右に通気口が設けられたほか、座席の袖仕切の形状も丸みを帯びたものになった。
台車は電動車・制御車とも川崎車輌製川-16に変更、軸受はSKF社製ローラーベアリングが本格採用された。

### 第3次車（929形）

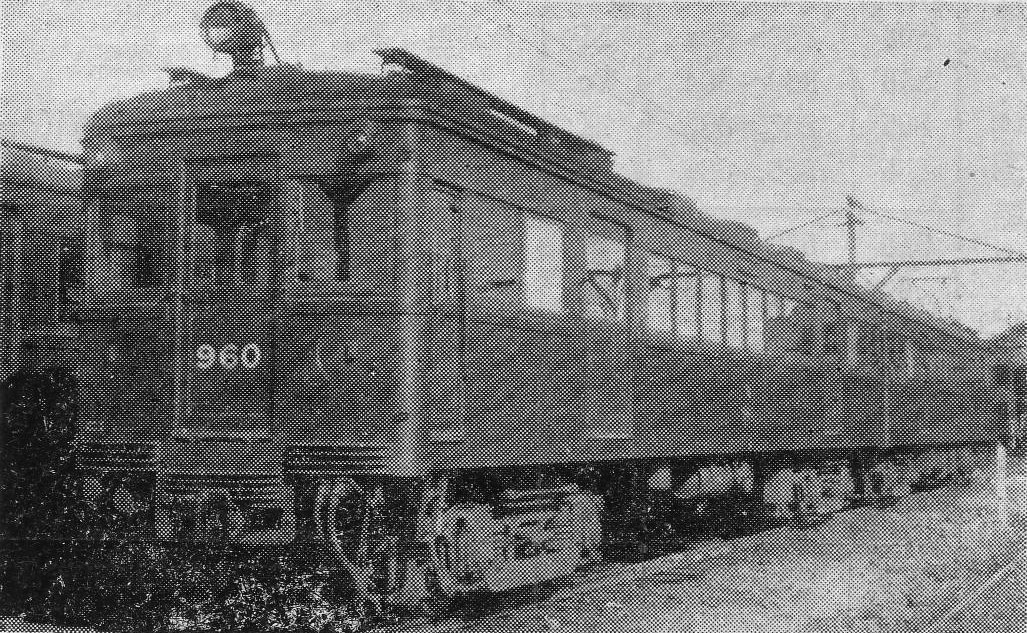
第3次車960（1953年）

929 - 933 (Mc) 、959 - 963 (Tc)
1937年3月製造。先に製造された380形での成果を生かして電気溶接を多用し、車体からリベットが消え、ウインドシルも平帯となり、スマートな外観となった。屋根上のベンチレーターも385で試験採用された角型の押込式に変更されたが、配置は2次車同様左右2列である。車内は座席の袖仕切がパイプ製のものに変更されたほか、通気口の形状がステンレス無塗装のスリット状のものに改められた。台車は電動車・制御車の双方とも、鋳鋼製イコライザー台車である住友金属工業製KS-33Lに変更された。このグループで採用された基本設計は、第4次車・第5次車でも採用されている。

### 第4次車（934形）

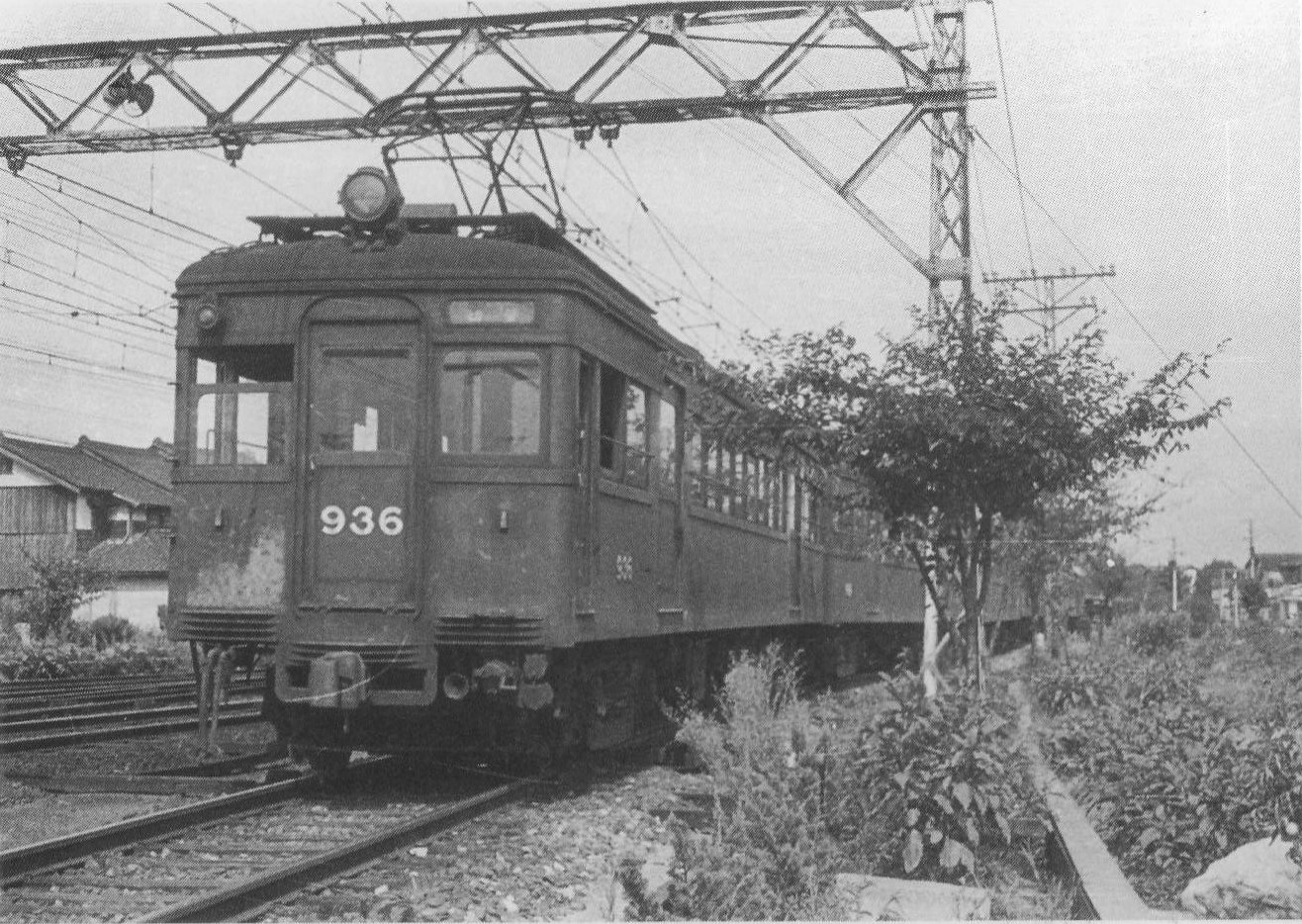
第4次車936（1946年8月）

934 - 937 (Mc) 、964 - 967 (Tc)
3次車の製造から2年半経過した1939年8月製造。運転台側妻面に幌枠が設置されたほか、社章の取り付け位置が車端部に変更され、唐草模様をあしらった菱枠が省略された。ベンチレーターの形状も台形断面のものに変更されている。自動連結器の高さが700mmから760mmに変更されたことから、貫通扉下のアンチクライマーの段数が4段から3段に変更された。台車は再び川-16となったが、軸受をローラーベアリングからプレーンベアリングに変更している。
4次車の製造に際しては、大幅なデザイン変更の計画が存在していた。側窓を阪急伝統の一段下降窓から上段下降、下段上昇式の二段窓に改めるとともに、前面貫通扉の幅を連結面より広い1,100mmに拡張するといったモデルチェンジも検討されたが、結局採用されなかった。

### 第5次車（938形）

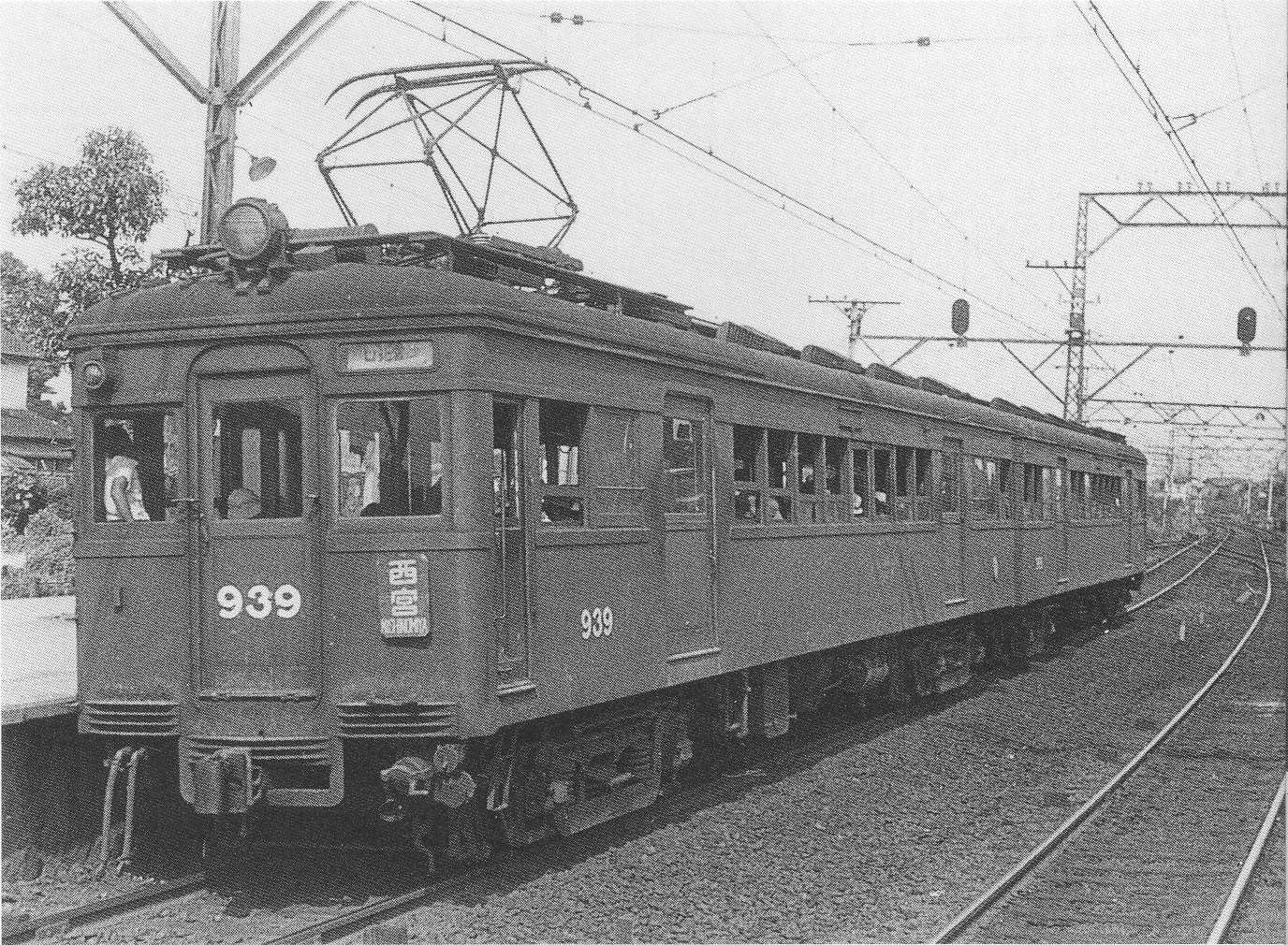
第5次車939（1946年8月）

938 - 942 (Mc) 、968 - 972 (Tc)
1941年4月製造。第4次車とほぼ同一であるが、金属類節約の観点から窓保護棒の取付が戸袋窓部分のみとなり、4次車まで全開できた窓が半開止まりに変更された。950形の台車についてはKS-33L系ながら軽量化目的で軸距の短縮が実施された。神戸線向けの戦前最後の新造車でもある。

### 第6次車（943形）

第6次車976（1948年6月）

943 - 947 (Mc) 、973 - 977 (Tc)
1948年5月製造。戦後の神戸線初の新車で、920系の最後増備車である。時節柄、運輸省規格形車両と異なる新車の製造は認められず、全車とも被災車両や事故廃車車両の改造名目で製造されている。1形・51形・貨車に加えて、当時同一会社だった京阪線の車両も対象となった。その経歴については以下のとおり。
| 920形 | 920形 | 950形 | 950形       |
| 新    | 旧    | 新    | 旧          |
| ----- | ----- | ----- | ----------- |
| 943   | 10    | 973   | 54          |
| 944   | 25    | 974   | 77          |
| 945   | 150   | 975   | 203（初代） |
| 946   | 304   | 976   | 215         |
| 947   | 305   | 977   | 807         |

1. 1 2  西宮車庫で空襲により被災。
2. ↑  1946年2月に宝塚線で事故焼失。
3. ↑  1945年11月に宝塚線で事故焼失。
4. ↑  47の後身で、伊丹線→北野線で使用の後休車となり、西宮車庫で空襲により被災。
5. ↑  1917年に南海鉄道から譲り受けた有蓋電動貨車であり、西宮車庫で空襲により被災。
6. 1 2  1945年6月15日の大阪大空襲で天満橋駅において被災。
7. ↑  休車中に失火で全焼。
8. ↑  1946年8月に天満橋駅構内で脱線転覆事故により被災。

屋根は木製帆布張り、運転台はコンパートメント式に変更された。側窓上部のカーブは省略されたほか、ガラス破損と乗客の窓からの出入を阻止するため、保護棒を2段取り付けた。台車は川-16である。

## 変遷

### 「快速阪急」の主力
1934年6月1日、大阪駅高架切替工事に伴う梅田駅地平新ターミナルの完成と同時に運用を開始した。7月1日からは特急の阪神間25分運転が開始され、従来の28分からさらに短縮した。1936年4月1日から神戸市内高架線による三宮乗り入れを開始し、距離は約2.2km延びたものの従前同様の阪神間25分運転（途中西宮北口に停車）は維持され、表定速度は78km/hに達して実質上のスピードアップとなった。この阪神間25分運転は「快速阪急」の象徴となった。
なお、同じ4月1日には阪神も元町まで延長したほか、急電は阪神間24分にスピードアップするとともに元町駅への停車を開始している。その後、1937年4月から新京阪線の急行に連絡する特急の十三駅停車を開始したが、このときも阪神間25分運転を維持している。
三宮乗り入れと同時に登場した2次車に続いて3次車、4次車と製造された時点で、本形式は18編成36両が在籍することとなり、名実ともに戦前の阪急の枕詞であった「快速阪急」の主力車両となった。4次車製造後の1940年には最後まで残っていた300形の304 - 309が宝塚線に転出、神戸線の全車大型化が達成された。

### 戦中・戦後の動向

戦災復旧車951

日中戦争から太平洋戦争に向かう過程で戦時色が濃厚になり、本形式も1次車から3次車までが1939年に灯火管制工事を実施され、4・5次車は当初から灯火管制機能付きで製造された。
5次車の登場後、600形を軍需工場への通勤客輸送で乗客が急増した今津線に振り向け、神戸線は920系・900形と800形電動車グループの大出力電動機搭載車で揃えた。戦時下においても特急の運転は継続されていたが1944年12月に休止され、残った急行も戦争末期で空襲が激化した1945年6月に休止された。本形式は900形のように座席撤去改造は実施されなかったが、929と951は1945年8月5日に西宮車庫で空襲により被災した。また955も被災している。ただ、全鋼製車体で車体や台枠に大きな損傷がなかったことから、戦後復旧されている。この他、972が春日野道駅で609に追突されて長期休車となっていた。
戦後の混乱期には、車両をやり繰りする過程で末尾の車番が異なる編成が出現し、物資不足の中電装品の修理や割れた窓ガラスの破損に苦労したが、900形をはじめとした他形式同様窓ガラスには小割のガラスを細い桟でつなぎ、時には「阪急百貨店のショーケースを転用して補充したのではないか」とまで言われるほどの苦労をして補充に努めた。それと同時に、一部の車両は6次車同様窓の保護棒を2本にして、乗客が窓から乗車するのを防いだ。
神戸線は1947年4月1日に急行運転を復活、翌1948年5月に6次車が登場、1949年4月には特急の運転も復活した。阪神間30分と1930年の運転開始当初の時間までスピードダウンしたが、復興へ一区切りつくことができた。また、戦時中以降は3両編成での運行が常態化しており、本形式の前に900形や連合軍専用車の指定を解除された650形電動車を連結することが多くなっていた。6次車などに取りつけていた窓の保護棒も、世相の落ち着きや桜木町事故後の乗客の脱出経路確保のため、1955年ごろまでには全車撤去された。
1949年には800系が、翌1950年には810系が登場したが、前者は920系の増備車的存在、後者は複電圧車で神戸 - 京都間の直通特急を中心に運用されており、本形式はそれまでと同様、神戸線の主力車として運用されていた。1953年4月のダイヤ改正で昼間時の特急が10分間隔で運転されるのと同時に、特急全列車が4両編成で運行されるようになると、本形式を2組連結した4両編成を組んだほか、本形式の前に900形を2両連結することもあった。また、1950年の800系2次車登場後は、このグループが前面非貫通式の運転台であったことから、本形式のうち2編成を分割の上、位置関係を運転台同士が向き合うように組み替えて分割した800系2次車の中間に組み込み、2+2の4両編成を組成した。時には2両で今津線や伊丹線といった支線にも入線することもあった。

### 台車の振替
1956年には1200系製造に伴う旧型車相互間の主要機器振り替えの一環として、3次車全車および5次車の電動車が履いていたKS-33L台車を1200系と900形に、2次車の制御車が履いていた川-16台車のうち3両分を1200系にそれぞれ供出、代わりに4・6次車の制御車から川-16台車を3・5次車の電動車用の台車に転用して、これらの制御車には600形からL-17台車を、2次車の制御車には610系のうち制御車の660形が履いていたKS-33L系の小型台車をそれぞれ転用した結果、2次車以降の電動車は全車川-16台車で揃い、制御車の台車は、2・5次車はKS-33L系の小型台車、3・4・6次車はL-17台車で統一されることとなった。
台車の振替はその後も行われ、900形の廃車によって発生したKS-33系台車を電動車に装着することで、捻出された川-16台車を制御・付随車に振替、L-17台車の淘汰を進めた。

### 車体更新

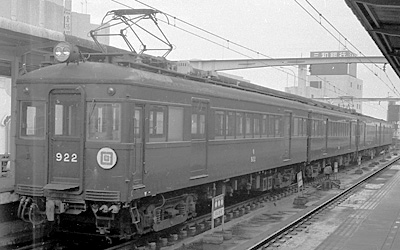
922（更新後）

900形の更新に引き続き、1958年からは920系の車体更新が開始された。工事は920形、925形、929形の順に実施し、戦後製造で状態の良くない943形を優先したのち、934形、938形がこれに続いて実施された。
920形と925形では、900形に準じた工事が実施された。ウインドシルが2段の帯から平帯となり、溶接の多用によって車体腰部のリベットがなくなったほか、前面貫通路には幌枠、屋根周りには雨樋が取り付けられた。929形では幌枠と雨樋を設置した。
943形では屋根がイボ付きビニール張りとなり、運転台を片隅コンパートメント式から他車同様の全室式に変更し、踏切事故対策として前面も強化された。
1964年以降に更新された934形・938形については、長編成化を考慮して全車中間車化されることとなった。運転台を完全撤去の上で客室の一部となり、定員も136人となった。旧運転台部分の貫通路は広幅とせず、防寒・防音対策から3000・3100系に準じた引戸を設けた。
この他、電動車の鋼板屋根については、パンタグラフ部分の絶縁強化が実施されている。

### 宝塚線転出
更新工事中の1959年11月から神戸線の特急・急行の5両編成運転が開始され、本形式で組成した4両編成の大阪方先頭に900形を連結することが多くなった。1962年12月以降は特急が終日5両化されたほか、それ以外の列車でも5両編成での運行が増加したことから、神戸線在籍車のほとんどが900形や800系と5両編成を組んでいた。
一方で、宝塚線の輸送力増強の一環として同線所属の810系を神戸線に転属させる代わりに、本形式を900形とともに宝塚線に転出させることとなり、1961年 1月には宝塚線の5両編成運行の拡大に伴い、6次車および5次車のラストナンバーである942-972で組成した4両編成×3本が900形の917 - 919とともに宝塚線に転出させ、翌1962年1月には940-970と941-971の2両編成2本が915・916の2両と宝塚線に転出した。900形の連結位置は神戸線と異なり、宝塚方に連結された。1962年5月には残る5次車2本も宝塚線に転出、同年12月には神戸線向けに2000系が増備され、宝塚線の6両編成運行が拡大したことから900形915 - 917の3両と引き換えに932-962・933-963・937-967の2両編成×3本が宝塚線に転出した。
1963年12月には神戸線向けに2021系が増備されて本形式に余裕が発生し、併せて宝塚線の更なる輸送力増強を図るために、900形918・919と入れ替わりに4次車の残り3編成と3次車のうち929 - 959を除く3編成が転出、運転速度の低い宝塚線ではM弁やA弁による自動空気ブレーキ装置のままでも容易に6両編成で運用できたことから、本形式も8割以上の車両が宝塚線に在籍することとなって、同線の主力車となった。

### 昇圧対応
1960年代後半に予定されていた神宝線架線電圧の直流600Vから直流1,500Vへの昇圧に際しては、本形式は昇圧対応工事の対象車となり、30年越しの昇圧対応設計が役に立つこととなった。
昇圧対応工事と同時に（一部は先行して）ブレーキ装置がA動作弁を使用するA自動空気ブレーキから応答性の高いHSC電磁直通ブレーキに変更され、神戸線での6両編成以上の運用が可能となった。併せて、室内灯の蛍光灯化や、窓枠の金属化、天井への扇風機取付といった接客サービスの向上工事も行われている。
更新・昇圧対応・ブレーキ改造といった工事の実施後は、中間車化された900形や800系とともに神戸・宝塚両線で使用され、それまでに製造された高性能車各形式に伍して運用された。

### 長編成化

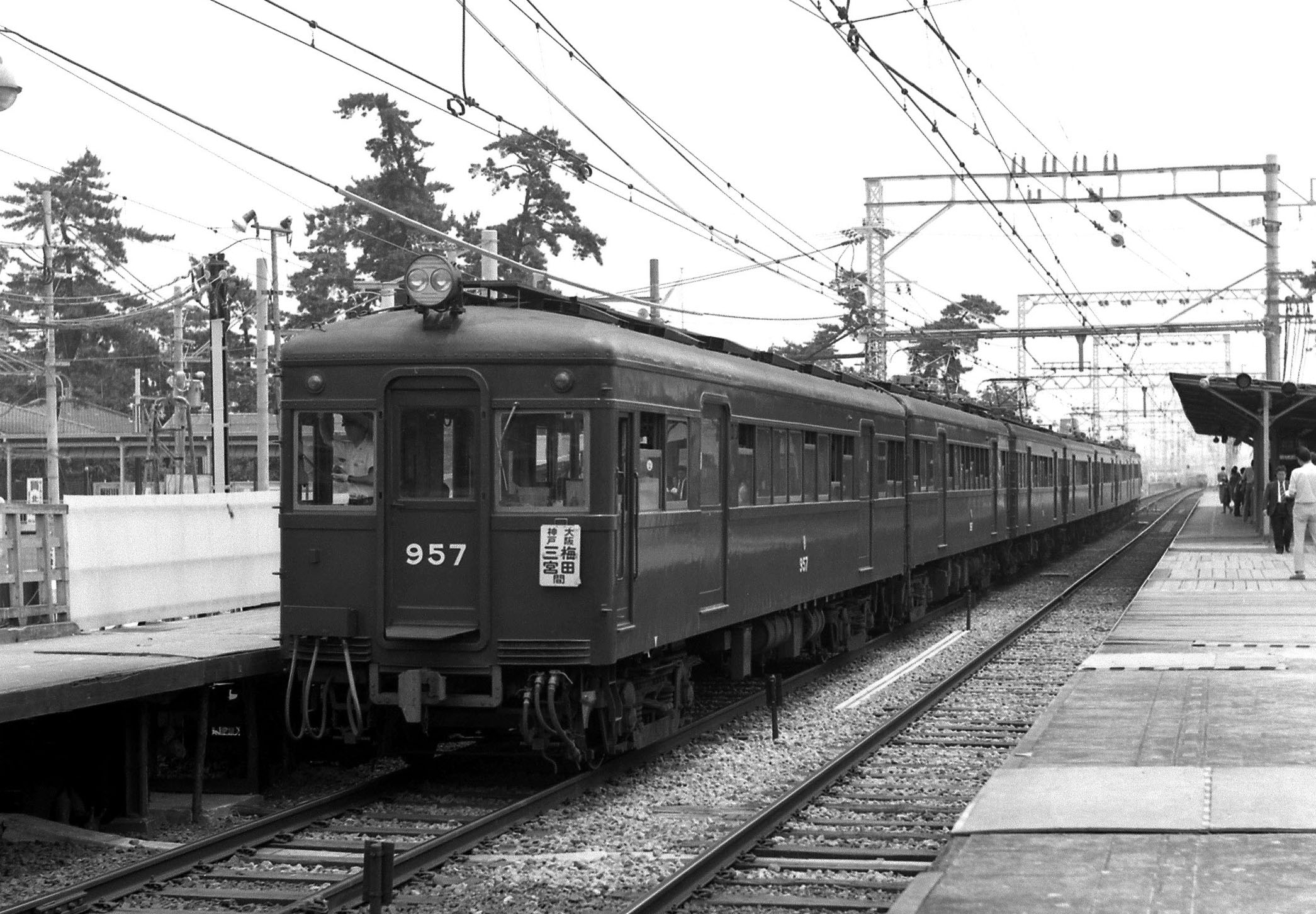
957が神戸方最後尾の7連

神戸線昇圧後も特急運用が残っていたが、1968年4月7日の神戸高速鉄道開業後は三宮折り返しの急行・普通運用が主体となり、編成も6両から7両になった。宝塚線では従来同様急行から普通まで全列車種別で使用され、梅田駅宝塚線ホームの移転後は宝塚線で8両運行も開始した。
また、この時期にはATSや列車無線の搭載、乗務環境改善のための運転台の拡張工事も行われたが、全車両には及ばず、中間に入った先頭車の中には事実上中間車扱いされる車両も現れた。特に、この過程で更新工事時に前面強化改造が実施された6次車は、常に先頭車として使用された一方で、934 - 942・964 - 972は中間車化改造された。梅田方の先頭車となった車両は座席の短縮改造が実施されたほか、先頭車となった車両は、1970年代後半に前照灯のシールドビーム2灯への改造が行われている。

## 終焉
新型車の増備が進んだ1970年代中ごろになると旧型車の本線運用は徐々に減少していき、今津線の600形や610系の廃車進行に伴って支線運用が中心となった。登場以来40年以上走り続けた神戸線の運用は1977年春に終了、最後まで残っていた宝塚線の8両編成も900形全廃後の1978年には運用を終了して、全車支線運用となった。
6000系・7000系の増備に伴い、1982年3月の甲陽線での運用を最後に営業運転を終了した。同年4月3日に西宮北口駅 - 十三駅間でさよなら運転が行われた。
廃車は1979年3月より開始され、1982年5月に全廃となった。

## 改造・保存

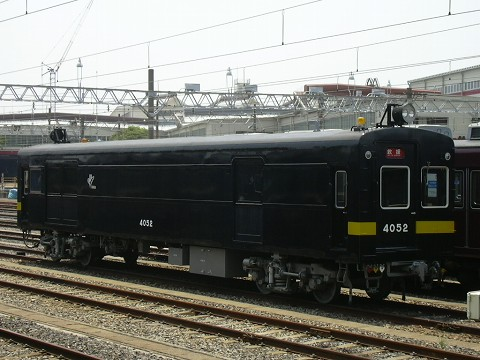
4050形救援車

969 - 972は救援車に改造され、4050形の4050 - 4053となった。
また、920の前頭部および931の貫通扉が正雀工場で保管されている。

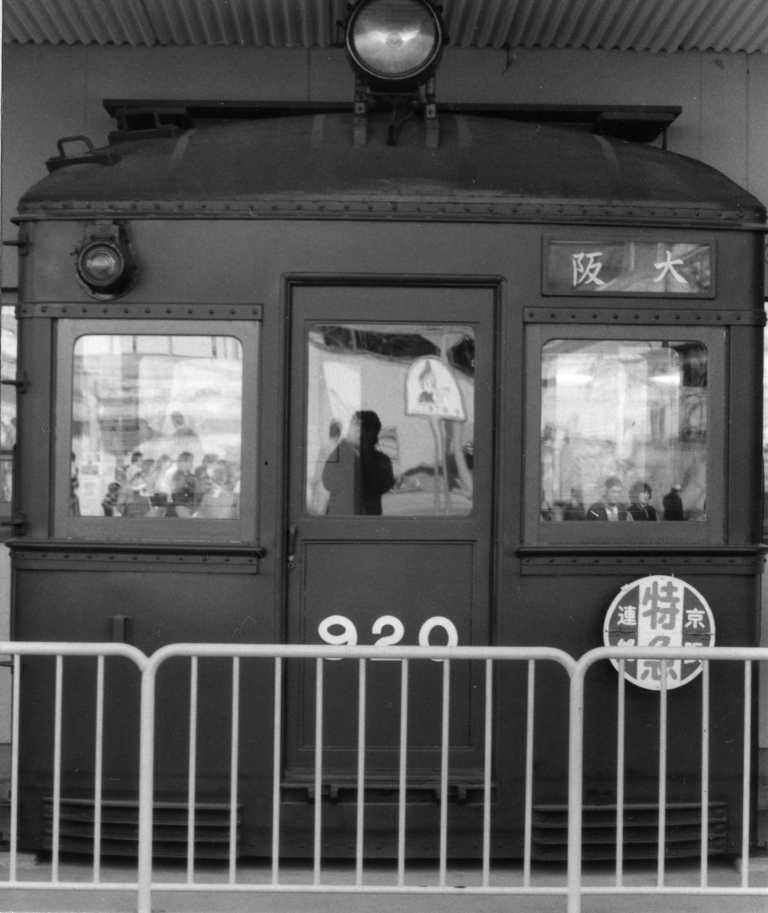
920の前頭部（1984年1月2日 宝塚電車館
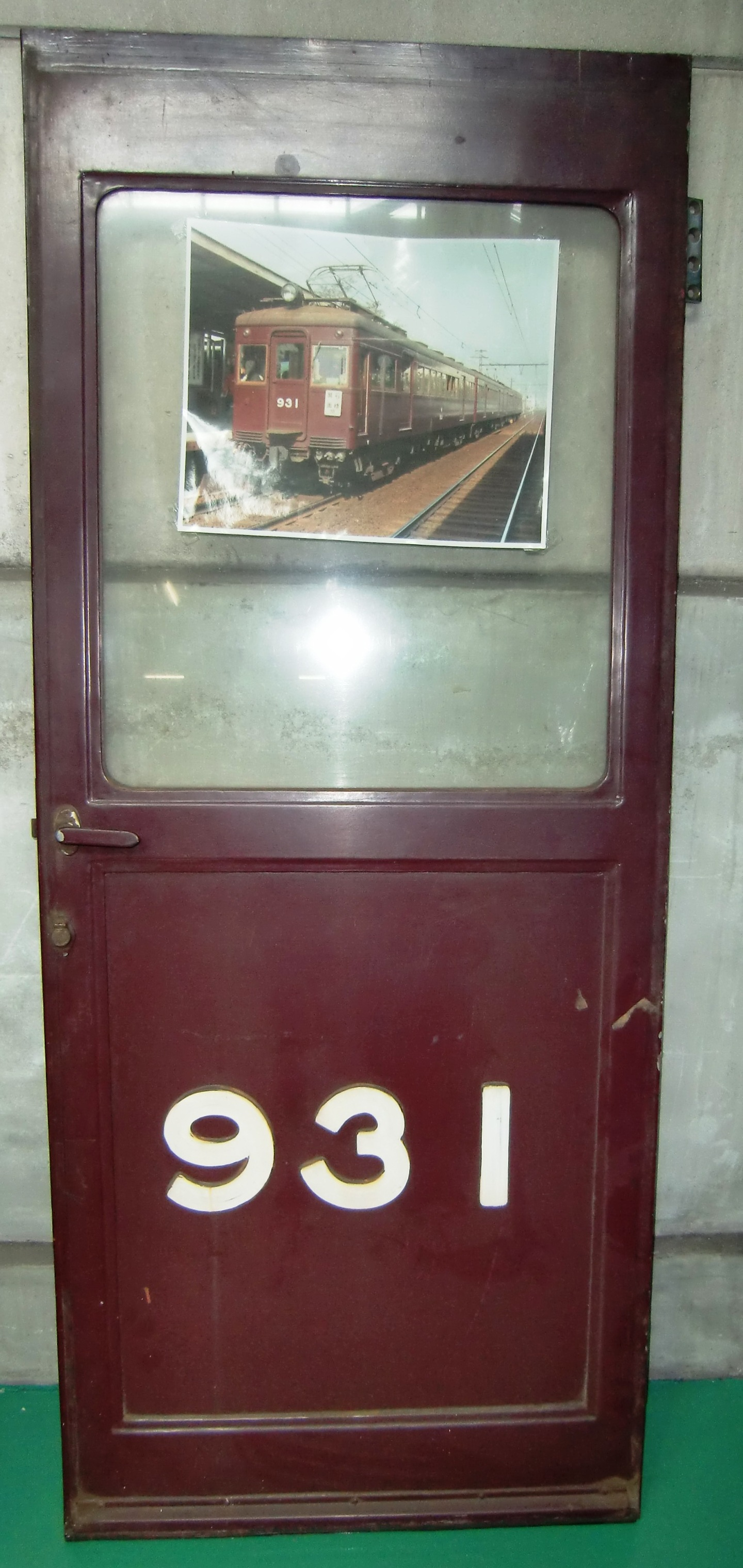
931の貫通扉（2011年5月8日 正雀工場）